# Juža
Juža (rusky Южа) je město v Ivanovské oblasti v Ruské federaci. Při sčítání lidu v roce 2010 měla přes čtrnáct tisíc obyvatel.

## Poloha
Juža leží kolem malého jezera Vazal v povodí Volhy ve vzdálenosti přibližně 95 kilometrů jihovýchodně od Ivanova, správnho střediska oblasti.

## Dějiny
Oblast byla osídlena nejpozději začátkem patnáctého století. První zmínka o vesnici Juža je z roku 1628. Městem je Juža od roku 1925.

### Vývoj počtu obyvatel
| Rok  | Obyvatel |
| ---- | -------- |
| 1926 | 12 900   |
| 1939 | 21 586   |
| 1959 | 23 066   |
| 1970 | 23 843   |
| 1979 | 22 099   |
| 1989 | 20 892   |
| 2002 | 15 636   |
| 2010 | 14 170   |

zdroj: sčítání lidu (v roce 1926 zaokrouhleno)